# Gryllomorpha miramae
Gryllomorpha miramae är en insektsart som beskrevs av Medvedev, S.J. 1933. Gryllomorpha miramae ingår i släktet Gryllomorpha och familjen syrsor.

## Underarter
Arten delas in i följande underarter:
- G. m. guentheri
- G. m. miramae